# 영광의 9회말
《영광의 9회말》은 1977년 공개된 대한민국의 영화이며 각 고교야구팀들의 에피소드를 모았는데 김기덕 감독에게는 해당 영화가 본인의  영화감독 은퇴작이 됐다.

## 배역
- 신성일
- 박희정
- 이형준
- 신찬일
- 최수원
- 조상원
- 이성열
- 조광수
- 이권영